# Serinus tristriatus
Serinus tristriatus là một loài chim trong họ Fringillidae.